# Charley Parks
Charles Parks, detto Charley (1946), è un ex cestista statunitense, professionista nella ABA.

## Carriera
Venne selezionato dai Phoenix Suns al settimo giro del Draft NBA 1968 (92ª scelta assoluta).
Disputò 2 partite con i Denver Rockets nella stagione ABA 1968-69.